# 里薩拉達 (卡爾達斯省)
里薩拉達是哥倫比亞的城鎮，位於該國中部，由卡爾達斯省負責管轄，始建於1825年，面積172平方公里，海拔高度1,470米，2005年人口10,175，人口密度每平方公里59.16人。
5°10′N 75°45′W / 5.167°N 75.750°W